# Phát điện phân bố
Phát điện phân bố là một phương pháp tạo ra mạng lưới cung cấp năng lượng ở dạng điện năng hay nhiệt năng cho xã hội, trong đó cho phép các cá nhân sử dụng điện năng (hay nhiệt năng) trong mạng lưới phân phối này có thể tự tạo ra điện và nhiệt để phục vụ cho nhu cầu bản thân hoặc cung cấp trở lại mạng lưới.
Hệ thống này, nếu sử dụng các hệ thống kết hợp nhiệt điện, có thể cho phép hiệu suất sử dụng năng lượng cao. Có phân tích cho thấy hệ thống này nếu áp dụng tại Hoa Kỳ có thể giúp tiết kiệm 40% năng lượng tiêu thụ .

## Giới thiệu
Nhiều cơ sở sản xuất, bệnh viện hay các công trình khác có nhu cầu đặc biệt về năng lượng, đòi hỏi một nguồn năng lượng cung cấp không bị gián đoạn; các cơ sở này đã tự trang bị cho mình các máy phát điện riêng để sử dụng trong trường hợp khẩn cấp, hoặc sử dụng trong giờ cao điểm mà giá điện cung cấp bởi mạng lưới công cộng cao hơn giá thành tự sản xuất.
Ngoài các nguồn năng lượng thông dụng như xăng dầu hay than đá, những máy phát điện riêng có thể tận dụng các nguồn nhiên liệu rẻ tiền như chất thải trong chế biến thực phẩm (ví dụ như mỡ cá trong dây chuyền chế biến cá), mạt cưa trong chế biến gỗ, khí đốt thu từ hầm ủ chất thải trong chăn nuôi, hoặc tận thu nguồn nhiệt dư thừa trong quá trình sản xuất công nghiệp. Chúng cũng có thể lấy năng lượng từ nguồn năng lượng tự nhiên tại chỗ, như thủy điện nhỏ, dự trữ khí thiên nhiên địa phương. Các hệ thống này có thể vừa tạo ra nhiệt năng để cung cấp nước nóng hay các nhu cầu về nhiệt khác, bên cạnh sản xuất điện, để tối ưu hoá hiệu suất sử dụng năng lượng.
Đặc điểm của các hệ thống phát điện cỡ nhỏ là chỉ dự trữ năng lượng được bằng cách dự trữ chất đốt. Việc đầu tư vào hệ thống dự trữ năng lượng dạng khác rất tốn kém. Ví dụ các hệ thống tận dụng năng lượng Mặt Trời trực tiếp chỉ phát điện vào ban ngày, vào ngày có nắng. Nếu các hệ thống này được kết nối với mạng lưới của quốc gia, năng lượng dư thừa lúc hoạt động sẽ được cung cấp trở lại vào mạng lưới, còn năng lượng thiếu hụt lúc không hoạt động sẽ được cung cấp bởi mạng lưới.
Toàn bộ mạng lưới, với hệ thống điều hoà sẵn có (ví dụ như bơm nước trở lại các đập thủy điện lớn khi dư thừa điện năng, và xả nước khi thiếu điện năng), sẽ tạo cơ hội cho sự tham gia của các máy phát điện tư nhân, giảm rủi ro và chi phí cho không chỉ các máy phát điện tư nhân mà cho cả mạng lưới.

## Ưu điểm
Hệ thống phát điện phân bố là giải pháp khả thi cho các cơ sở sản xuất điện nhỏ, đặc biệt là các cơ sở sản xuất điện từ nguồn năng lượng tái tạo (thân thiện với môi trường) như năng lượng gió, năng lượng Mặt Trời, năng lượng sóng biển. Chúng giúp các cơ sở này giảm chi phí trong điều hoà lưới điện và giảm rủi ro. Hệ thống cũng giúp tăng nguồn cung cho mạng lưới điện, do đó giảm giá thành điện và tăng hiệu suất sử dụng năng lượng, đặc biệt với các hệ thống kết hợp nhiệt điện.

## Nhược điểm
Các vấn đề về luật pháp và kỹ thuật là các khó khăn lớn nhất trong xây dựng hệ thống phát điện phân bố. 

### Kỹ thuật
Ví dụ như việc các công ty điện lực cần có khả năng đóng ngắt các mạng lưới điện địa phương để sửa chữa hay bảo trì khi cần; các hệ thống phát điện phân bố có thể khiến công việc này phức tạp hơn. Nhiều hệ thống điều khiển điện tử hiện đại đã được phát triển để giải quyết các trở ngại kỹ thuật như kể trên. 

### Luật pháp
Hệ thống phát điện phân bố cũng đem lại sự phức tạp trong quản lý. Sản xuất điện năng là ngành có bản chất độc quyền thương mại do điện năng là sản phảm thiết yếu cho xã hội. Mặt hàng này cần có sự giám sát chặt chẽ sao cho lợi nhuận thu được từ các cá nhân sản xuất không tăng quá đến mức gây bất bình đẳng xã hội, gây thiệt hại cho số đông người tiêu thụ. Mặt khác, sự kiểm soát lên giá điện cũng có thể ngăn trở đầu tư vào ngành sản xuất này, nếu chi phí đầu tư không được đền bù xứng đáng bởi lợi nhuận. Ofgem, cơ quan quản lý sản xuất điện và khí đốt của Anh đã có những giải pháp cho các nhà sản xuất điện phân bố, hỗ trợ họ trong các nghiên cứu và đầu tư vào mạng lưới phát điện phân bố.
Các luật lệ cũng cần được thiết kế để đảm bảo quyền lợi cho cả các nhà sản xuất điện địa phương lẫn các mạng lưới điện rộng lớn. Các bên cần phải được hoạt động công bằng trong thị trường năng lượng chung. Tại Hoa Kỳ, luật pháp liên bang đã quy định các công ty điện lực phải mua điện từ các nhà sản xuất độc lập, và mọi bên đều cần tuân thủ các quy định và bảo hiểm rõ ràng.